# 알불라 터널
알불라 터널(Albula Tunnel)은 스위스 그라우뷘덴주에 있는 래티셰 철도 네트워크의 일부를 형성하는 알불라 철도의 중심이다. 터널의 길이는 5,865m로, 1903년에 개통하였다. 해발 1,820m의 최대 고도와 함께 알프스에서 가장 높은 터널 중 하나이며,  최대 950m의 산 중첩을 가지고 있다.
터널의 북쪽 출구는 베르귄의 프레다에 있고 남쪽 출구는 베버 계곡의 슈피나스에 있다. 총 길이 5,865m의 터널은 알불라 계곡과 엥가딘 계곡을 연결하고, 알불라 고개에서 서쪽으로 몇 킬로미터 떨어진 라인강과 다뉴브강 사이의 유역 아래를 통과한다. 터널은 여객과 화물 운송 모두를 지원한다. 빙하특급은 매일 이곳을 통과한다. 겨울철에는 투지스와 사메단 사이를 운행하는 차량 수송 열차가 2011년까지 터널을 사용했다.
낙석 위협과 시간이 지남에 따라 전반적인 악화로 인해 원래 터널은 2020년대에 개조될 예정이었다. 그러나 2010년에 래티셰 철도는 첫 번째 터널 옆에 두 번째 터널을 건설하는 것이 더 좋다는 선택지를 확인했다. 몇 가지 이유 중 하나는 비교적 비용이 더 적게 들어가는 차이라고 밝혔다. 약 CHF 2억 4400만 비용으로 2014년에 공사가 시작되었다. 원래 알불라 터널과 비교하여 새 구멍은 새로운 운영과 안전 표준으로 인해 상당히 크게 지어졌다. 두 번째 터널은 2022년경에 개통될 예정이며, 2023년까지 원래 터널의 보수를 포함한 프로젝트가 완료될 예정이다. 이 공사가 완료되면 매년 약 15,000대의 열차가 터널을 사용할 것으로 예상된다. 이 확장 터널은 120km/h의 최고 속도를 낼 수 있도록 제작되었다.

## 역사
알불라 터널은 1889년에 시작된 스위스 남동부의 광범위한 미터궤 네트워크인 래티셰 철도(RhB)의 주요 기능이다. 관광 시장이 성장함에 따라 이 노선은 의도적으로 장관을 이루는 방식으로 북부 계곡을 가로지른다. 해발 약 1,800m인 노선의 가장 높은 지점은 알불라 터널이 건설된 곳이다.
건설 노력은 여러 가지 비정상적인 문제로 인해 영향을 받았다. 차가운 6°C의 유출수는 이미 부서진 암석을 펄프 덩어리로 변형시켜 정기적으로 북부 터널 리드(또는 adit)의 껍질을 막았다. 동시에 북쪽 터널 입구 위의 강한 수원은 말라버렸다. 300L/s(66 impgal/s; 79  USgal/s)로 유입되는 물은 파이프라인으로 힘들게 우회해야 했다. 그 결과 건설은 사실상 중단되었다. 1900년 5월부터 10주 동안 터널 2m만 주행했다. 이러한 어려움은 파산에 빠진 주 건설 계약자 Ronchi & Carlotti가 극복할 수 없었다.
1901년 4월 1일부터 래티셰 철도는 건설 작업을 자체적으로 수행했다. 보너스 시스템을 이용하여 잃어버린 시간의 일부를 되찾을 수 있었다. 1902년 5월 29일 03시 00분에 북쪽 입구에서 3,030.5m, 남쪽 입구에서 2,835m 지점에 두 개의 터널 리드가 돌파되었다.
완성된 터널은 길이가 5,864m이고, 단일 트랙이 포함되어 있다. 건설 비용은 7,828,000 스위스 프랑이다. 터널 건설에는 총 1,316명이 고용되었다. 전체적으로 건설 노동자와 관련된 16건의 사망 사고가 발생했다. 이 희생자들을 기리는 비석이 프레다역에 세워졌다.
1903년에 알불라 터널이 개통되었다. 터널의 초기 작업은 증기기관차에 의해 이루어졌지만, 터널과 전체 경로는 나중에 표준화된 15kV, 16⅔Hz 시스템을 사용하여 전기화되었다. 호화로운 빙하특급과 같은 다양한 여객 서비스가 터널을 일상적으로 사용한다. 업계 간행물인 Rail Engineer에 따르면, 낙석으로 인한 위험은 20세기 후반까지 계속 존재하게 되었다.
2006년까지 터널 검사 결과 상당한 보수가 필요한 상태로 상태가 악화된 것으로 확인되었다. 이때까지 230만 명의 통근자를 포함하여 약 740만 명의 승객이 매년 많은 양의 화물 교통량과 함께 터널을 사용하고 있었기 때문에 폐쇄가 발생하면 매우 혼란스러웠을 것이다. 2009년 6월, 래티셰 철도는 터널의 근본적인 현대화 또는 재건에 대한 조사를 진행 중이라고 발표했다.
2010년대에 두 번째 터널이 건설되는 동안 원래의 알불라 터널은 유지되었다. 2개의 터널 사이에 총 12개의 교차 통로가 굴착되어 요원이 양쪽 구멍 사이를 이동할 수 있도록 하여 비상 상황과 일상적인 유지 보수 작업 모두에 유용하다. 두 번째 터널이 완공된 후 오래된 터널은 철도 교통이 일시적으로 폐쇄되고. 광범위한 수리 작업이 수행된다. 이 활동은 주로 벽과 지붕의 안정화에 중점을 둔다.
|  |  |  |

## 두번째 터널
원래 터널의 쇠퇴 상태로 인해 기존 터널과 함께 새로운 터널 건설에 대한 전망이 다른 옵션과 함께 평가되었다. 연구에 따르면 이러한 터널의 총비용은 약 2억 4400만 스위스 프랑이다. 2010년에 RHB는 새로운 터널 건설이 최적의 솔루션으로 확인되었다고 발표했다. 같은 해에 세부적인 계획 작업이 시작되었다. 이 옵션에는 몇 가지 장점이 있다. 가장 분명한 것은 기존 터널을 새 터널 건설 내내 계속 사용할 수 있기 때문에 보수 공사를 위해 긴 라인 폐쇄를 피할 수 있다는 것이다. 기존 터널의 존재로 인해 필요할 경우 새 터널의 구조 구멍 역할도 할 수 있었다. 2012년 12월 동안 RhB는 연방 교통국에 승인 계획을 넘겼다. RhB와 당국 사이의 긴밀한 협력이 필요하다. 특히 그 위치는 유네스코가 인정한 세계 문화 유산이기 때문이다.
2014년에 두 번째 터널 건설이 공식적으로 시작되었다. 기존 알불라 터널과 비교하여 신규 구멍의 폭과 높이가 상당히 큰데, 이는 주로 다양한 최신 운영 표준을 구현하고 안전성에 대한 고려를 강화한 결과이다. 터널의 더 큰 치수로 인해 길이 전체에 걸쳐 통로를 수용할 수 있을 뿐만 아니라 OLE 설비를 위한 이상적인 간격을 용이하게 한다. 건설하는 동안 구멍은 도로 차량이 암벽에 직접 닿을 수 있을 만큼 충분히 크고 평평하여 기존 기계를 들여올 수 있었다. 폭이 늘어났음에도 불구하고 새 터널은 길이가 약 5,860m로 원래 구멍보다 약간 짧다.
터널링 방식은 당시의 관행과 일치했다. 터널의 미래 포털 각각에 건설 현장이 건설되었으며, 여기에는 굴착된 흙을 제거하기 위해 터널 구멍에서 레일 사이딩으로 옮기기 위한 컨베이어 시스템이 설치되었다. 천공 작업에는 드릴링, 발파, 이물질 제거 및 보조 안전 검사 패턴이 포함되었다. 신선한 공기가 암벽까지 배관되어 터널 내부에 약간 더 높은 압력을 만들어 굴착 활동으로 인해 방출되는 먼지와 디젤 연기를 모두 내뿜는 데 도움이 되었다. 채널은 물 침투를 처리하기 위해 구동되었으며 구멍의 지붕과 벽은 모두 습식 혼합 콘크리트의 적용을 통해 안정화되었다.
터널을 둘러싸고 있는 지질은 주로 화강암이지만, 프레다 끝부분에 가까운 110m 구간은 세포 백운석으로 알려진 세 가지 다른 유형의 암석으로 구성되어 있으며 20m 구간은 주로 부드럽고 다공성인 백운석이 지배한다. 고운 모래와 비슷하다. 단단한 재료가 없기 때문에 이 구간의 건설 중 터널 붕괴 위험이 현저히 높아졌다. 굴착 작업 전에 주변 지반을 굴착 구역 외부에서 최소 2.5m로 동결시켜 안정화시켰으며, 그 후 일주일 동안 120cm 두께의 철근 콘크리트 라이닝을 적용했다. 그러나 이러한 조치로 인해 진전이 더뎠다.
겨울철 스위스 알프스에 일반적으로 내리는 폭설로 인해 터널 부지에 대한 불가피한 접근성 장애가 발생하여 모든 건설 작업이 12월 중순에서 2월 말 사이에 중단되었다. 이 계절적 셧다운을 제외하고 현장은 매일 24시간 교대 근무를 했다. Rail Engineer에 따르면 하루 평균 6.5m를 주행할 수 있다. 그러나 구멍의 한 부분에 존재하는 지질학적 합병증으로 인해 진행 속도는 하루 약 0.7m로 감소했다. 굴착에는 대략 244,000㎥의 암석이 굴착되어야 한다.
건설 단계는 8.5년 동안 지속될 것으로 예상되었다. 2018년 8월까지 터널의 완공은 2022년 언젠가로 예상되었다. 2018년 10월 2일, 건설 프로그램의 주요 이정표인 새 굴착굴의 두 끝 사이에 돌파구가 발생했다. 새 터널 자체에 추가하여 터널 양쪽에 있는 슈피나스역 및 프레다역 모두 수정되어야 한다. 일단 완공되면 매년 약 15,000대의 열차가 터널을 통과할 것으로 예상된다. 최고 속도 120km/h를 낼 수 있도록 제작되었다.